# Le Prince (film, 2005)
Pour les articles homonymes, voir Le Prince (homonymie).
Cet article possède des paronymes, voir Prince et Leprince.
Pour plus de détails, voir Fiche technique et Distribution.
Le Prince (arabe : الأمير) est un film franco-tunisien réalisé par Mohamed Zran et sorti en 2005.

## Fiche technique
- Titre : Le Prince
- Réalisation : Mohamed Zran
- Scénario : Mohamed Zran
- Photographie : Tarek Ben Abdallah
- Son : François Guillaume
- Musique : Rabii Zammouri
- Montage : Andrée Davanture
- Production : Sangho Films (Tunis) - Mandala Productions (Paris)
- Pays :  France -  Tunisie
- Durée : 108 minutes
- Date de sortie : France - 4 mai 2005

## Distribution
- Abdelmonem Chouayet : Adel
- Sonia Mankaï : Dounia
- Mustapha Adouani : Ali
- Ahmed Snoussi : Raouf
- Tayeb Oueslati : Slah
- Nasreddine Shili : Mounir
- Salwa Mohamed Ali : la mère
- Alaa Eddine Ayoub : M. Gargouz
- Slim Mahfoudh : le père
- Abdallah Mimoun : le gardien de banque
- Ilheme Chrif : Houda
- Nidhal Guiga : Narjes
- Houda Ben Amor : la secrétaire
- Amal Ferji : Leïla

## Distinctions

### Récompenses
- 2005 : Prix du meilleur montage décerné à Andrée Davanture au Festival panafricain du cinéma et de la télévision de Ouagadougou[1]

### Sélections
- 2004 : Journées cinématographiques de Carthage (Panorama)[2]